# Palm Bay
Palm Bay je město v Brevard County na Floridě. Ve městě žije přibližně 120 tisíc obyvatel. Jde o jedno z největších měst v okrese. Jde o hlavní město metropolitní oblasti Palm Bay − Melbourne − Titusville.
| Rok  | Počet obyvatel | % ±     |
| ---- | -------------- | ------- |
| 1960 | 2 808          | —       |
| 1970 | 7 176          | 155,6 % |
| 1980 | 18 560         | 158,6 % |
| 1990 | 62 632         | 237,5 % |
| 2000 | 79 413         | 26,8 %  |
| 2010 | 103 190        | 29,9 %  |
| 2020 | 119 760        | 16,1 %  |